# Divisione No. 7 (Saskatchewan)
La Divisione No. 7 è una divisione censuaria del Saskatchewan, Canada di 45.532 abitanti.

## Comunità
- City
  - Moose Jaw
- Town
  - Central Butte
  - Craik
  - Caronport
  - Herbert
  - Morse
- Villaggi
  - Aylesbury
  - Beechy
  - Brownlee
  - Chaplin
  - Coderre
  - Ernfold
  - Eyebrow
  - Hodgeville
  - Keeler
  - Lucky Lake
  - Marquis
  - Mortlach
  - Waldeck
- Frazioni
  - Bateman
  - Birsay
  - Bushell Park
  - Caron
  - Courval
  - Crestwynd
  - Demaine
  - Dunblane
  - Gouldtown
  - Main Centre
  - Neidpath
  - Parkbeg
  - Prairie View
  - Riverhurst
  - Rush Lake
  - Shamrock
  - Tugaske
  - Tuxford
- Municipalità rurali
  - RM No. 131 Baildon
  - RM No. 132 Hillsborough
  - RM No. 133 Rodgers
  - RM No. 134 Shamrock
  - RM No. 135 Lawtonia
  - RM No. 136 Coulee
  - RM No. 161 Moose Jaw
  - RM No. 162 Caron
  - RM No. 163 Wheatlands
  - RM No. 164 Chaplin
  - RM No. 165 Morse
  - RM No. 166 Excelsior
  - RM No. 191 Marquis
  - RM No. 193 Eyebrow
  - RM No. 194 Enfield
  - RM No. 222 Craik
  - RM No. 223 Huron
  - RM No. 224 Maple Bush
  - RM No. 225 Canaan
  - RM No. 226 Victory
  - RM No. 255 Coteau
  - RM No. 256 King George